# Códice Askew
O Códice Askew (também conhecido por Códice Askewianus) é um manuscrito em pergaminho agora preservado na Biblioteca Britânica (sob o código MS 5114) e que contem traduções para o copta sahídico do texto gnóstico Pistis Sophia e partes do que G.R.S. Mead se referiu como "extratos do 'Livro do Salvador'". Ele foi comprado pelo Museu Britânico em 1795 do Dr. Anthony Askew.
O códice foi datado paleograficamente como sendo do século V aC .

## O Códice
O Códice Askew tem 178 folhas (o que equivale à 356 páginas), escrito em 2 colunas de 30 a 34 linhas cada. Ele tem 22,5 x 16,5 cm.

## Conteúdo
O texto pode ser dividido em 4 partes :
1. Sem título, vai até o capítulo 62.
2. Intitulada "Segundo Livro (ou Seção) de Pistis Sophia". No final do capítulo 100 há uma indicação dizendo "Uma porção dos livros (ou textos) do Salvador".
3. Após um capítulo sobre o Pai Inefável totalmente fora de contexto. Até o capítulo 135, onde a inscrição sobre o "Salvador" aparece novamente, o manuscrito parece ser uma colagem de vários diferentes textos.
4. Também sem título, a última parte também tem mudanças bruscas de assunto (capítulo 144 e o apêndice no final).